# Hibiscus diriffan
Hibiscus diriffan é uma espécie de angiospérmica da família das Malvaceae.
Apenas pode ser encontrada no Iémen.
Os seus habitats naturais são: áreas rochosas.